# Maria Kryuchkova
Maria Kryuchkova, em russo: Мария Крючкова, (Rostov do Don, 7 de julho de 1988 - Rostov do Don, 8 de março de 2015) foi uma ginasta russa que compete em provas de ginástica artística.
Maria iniciou no desporto em 1993, aos cinco anos de idade, treinando em um clube local. Dez anos depois, entrou para equipe principal do país. Dez anos depois, entrou para equipe principal do país. No mesmo ano, disputou o Mundial de Anaheim. Nele, terminou na sexta colocação na prova coletiva, em prova vencida pelas americanas. No ano seguinte, em sua primeira aparição olímpica, nos Jogos Olímpicos de Atenas, Maria ao lado de Svetlana Khorkina, Anna Pavlova, Elena Zamolodchikova, Lyudmila Ezhova e Natalia Ziganshina, conquistou a medalha de bronze por equipes, superada pela equipe americana e romena, prata e ouro, respectivamente. Individualmente, fora 79ª colocada nos exercícios de solo.